# فنادق روتانا

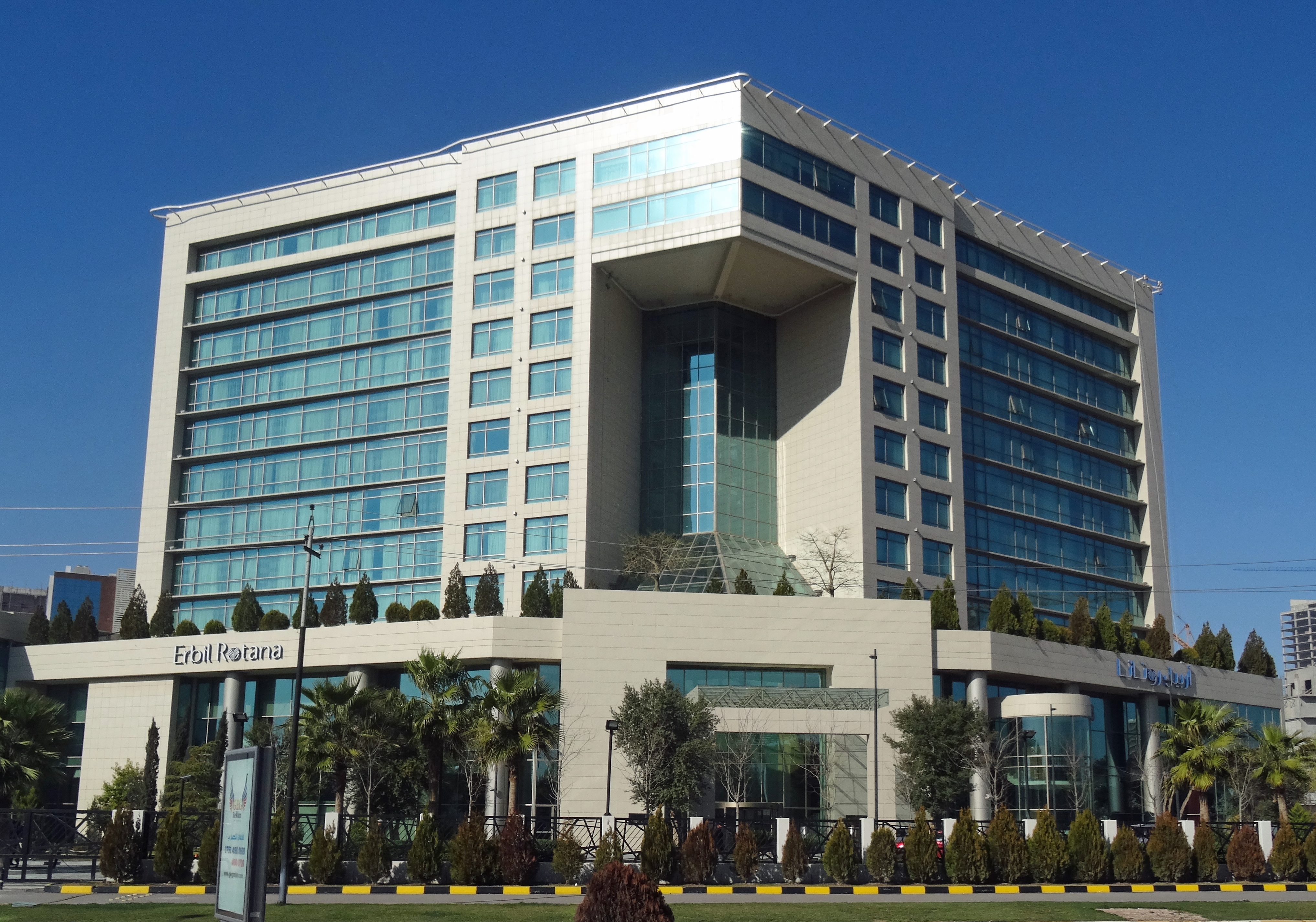
فندق روتانا أربيل في محافظة أربيل، العراق

شركة روتانا لإدارة الفنادق PJSC هي شركة لإدارة الفنادق في منطقة الشرق الأوسط وأفريقيا. وتحتوي على مجموعة مؤلفة من 85 عقاراً في 26 مدينةً وتدير خمس علامات تجارية فرعية والتي تشمل روتانا للفنادق والمنتجعات، فنادق سنترو من روتانا، فنادق ومنتجعات ريحان من روتانا، أرجان للشقق الفندقية من روتانا ومساكن روتانا. يقع مقرها في أبو ظبي، الإمارات العربية المتحدة، حيث تأسست في عام 1992 من قبل ناصر النويس وسليم الزير. تدير روتانا في إطار فنادق ومنتجعات ريحان من العلامة التجارية روتانا فندق ذا روز ريحان من روتانا للفنادق في دبي. والذي كان لمدة 5 سنوات متتالية (2009-2013) بطول 333 م ( 1,093 قدم)، أطول فندق في العالم.

## التاريخ
تأسست شركة روتانا لإدارة الفنادق في عام 1992، وتعمل في جميع أنحاء الشرق الأوسط وأفريقيا. تأسست الشركة من قبل الشركاء ناصر النويس وسليم الزير، اللذين كانا على معرفة راسخة بالفعل في صناعة الضيافة في منطقة الشرق الأوسط، حيث كان لناصر النويس في السابق دور أساسي في تأسيس فنادق أبوظبي الوطنية. 
- في عام 1993 افتتحت روتانا أول فندق لها، بيتش روتانا أبوظبي، في أبو ظبي، الإمارات العربية المتحدة.
- في عام 1995 انضم نائل حشوة إلى روتانا في حين كان عماد دبليو. الياس يجلب العوامل الحاسمة في النجاح المستقبلي للشركة
- في عام 1996 افتتاح رمال روتانا في دبي، الإمارات العربية المتحدة
- في عام 1997 بعد أربع سنوات على افتتاح أول فندق في أبو ظبي، افتتح فندق البستان روتانا أبوابه في دبي، وافتتح فندق جميرا روتانا في دبي وفندق الروضة أرجان من روتانا في أبو ظبي.
- 1999 كان عام افتتاح فندق الشارقة روتانا في الشارقة، الإمارات العربية المتحدة والعين روتانا في العين، الإمارات العربية المتحدة
- في عام 2000 في أعقاب افتتاح جفينور روتانا في بيروت، لبنان، تفرعت روتانا إلى خارج دولة الإمارات العربية المتحدة بافتتاح منشآت في * مصر ولبنان، وكانت تملك ما مجموعه 13 منشأةً عاملةً تنفيذاً لهدف الشركات بافتتاح منشأة لروتانا في كل مدينة رئيسية في منطقة الشرق الأوسط.
- 2002 كان عام افتتاح فندق المها أرجان من روتانا في أبو ظبي، الإمارات العربية المتحدة
- 2004 كان عام افتتاح الحازمية روتانا في بيروت، لبنان وفندقين في مصر: منتجع كورال بيتش روتانا - منتزه في شرم الشيخ ومنتجع كورال بيتش روتانا في الغردقة على البحر الأحمر، مصر.
- في عام 2005 امتلكت روتانا بالفعل 20 منشأة عاملة، وافتتح أول فندق لها في سوريا، كوين سنتر روتانا سويتس واستمرت في الحصول على *الجوائز، مثل "جائزة أفضل علامة تجارية للفنادق"، لكونها العلامة التجارية للفنادق الأعلى تصنيفاً في دول مجلس التعاون الخليجي.[8]
- 2007 كان عام افتتاح المنشر روتانا - مدينة الكويت، الكويت وافتتاح الفجيرة روتانا ريزورت آند سبا - شاطئ العقة في الفجيرة وبرجمان أرجان من روتانا في دبي.
- 2008 شاركت روتانا في مشروع إحياء العلامة التجارية مما أدى إلى كشف النقاب عن منتجات علاماتها التجارية الجديدة؛ أرجان من روتانا *وريحان للفنادق والمنتجعات من روتانا. افتتاح أرجان من روتانا دبي ميديا سيتي وميديا روتانا في دبي، الإمارات العربية المتحدة
- في عام 2009 أطلقت روتانا مفهومها الجديد لميزانية الفنادق: سنترو مع افتتاح سنترو ياس آيلاند في أبوظبي[10][9]
- فندق روز ريحان من روتانا، هو بناء برجي مرتفع مؤلف من 72 طابق، بارتفاع 333 متر وافتتح ليكون أطول فندق في العالم.
- في عام 2010 افتتاح فندق سنترو الثاني من روتانا: فندق سنترو بارشا في دبي.[10]
- في عام 2012 افتتاح سنترو كابيتال سنتر - أبو ظبي، الإمارات العربية المتحدة، (افتتح في الربع الثالث)، [11] الغرير ريحان من روتانا * دبي، الإمارات العربية المتحدة [12] و الغرير أرجان من روتانا - دبي، الإمارات العربية المتحدة، (افتتح في الربع الرابع)
- في عام 2013 افتتح فندق ماجستيك أرجان من روتانا في المحرق، المنامة كأول فندق لروتانا في البحرين، وافتتح كربلاء ريحان من روتانا في كربلاء، العراق[13]
- في عام 2014 افتتح فندق صلالة روتانا في صلالة كأول فندق لروتانا في عُمان وذا بوليفارد أرجان من روتانا، وهو أول فندق لروتانا في عمّان، الأردن
- في عام 2017 افتتح فندق سندس روتانا مسقط، ليكون ثاني فندق لها في سلطنة عمان

## الافتتاحات المستقبلية
سوف يتم افتتاح منشآت جديدة لروتانا من جميع العلامات التجارية الفرعية الأربعة في عمان، أبو ظبي، دبي، الدمام، جدة، الرياض، بغداد، البحرين، بيروت، الدوحة، الخرطوم وليبيا والرباط ومشهد وطهران

## معرض صور

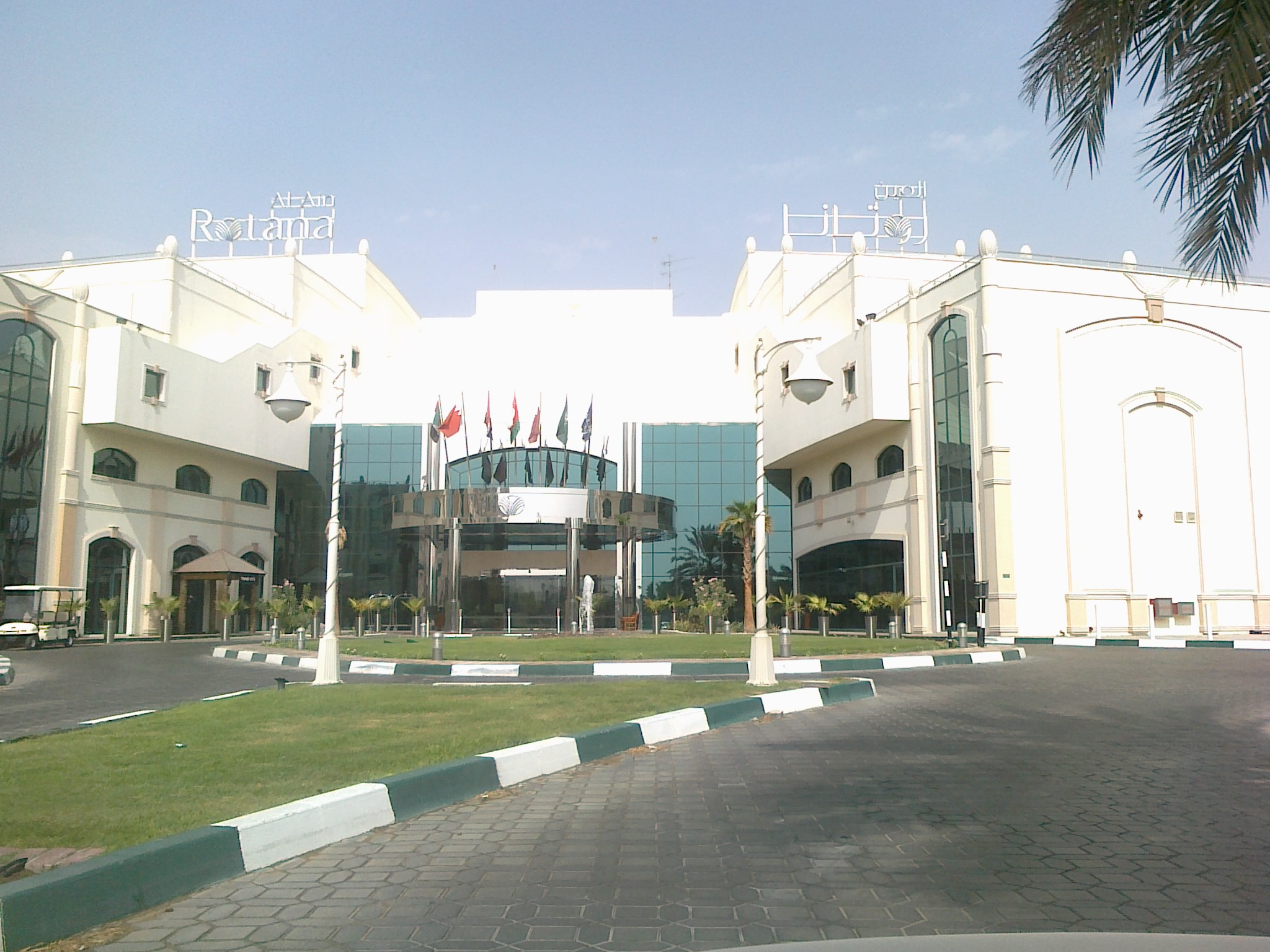
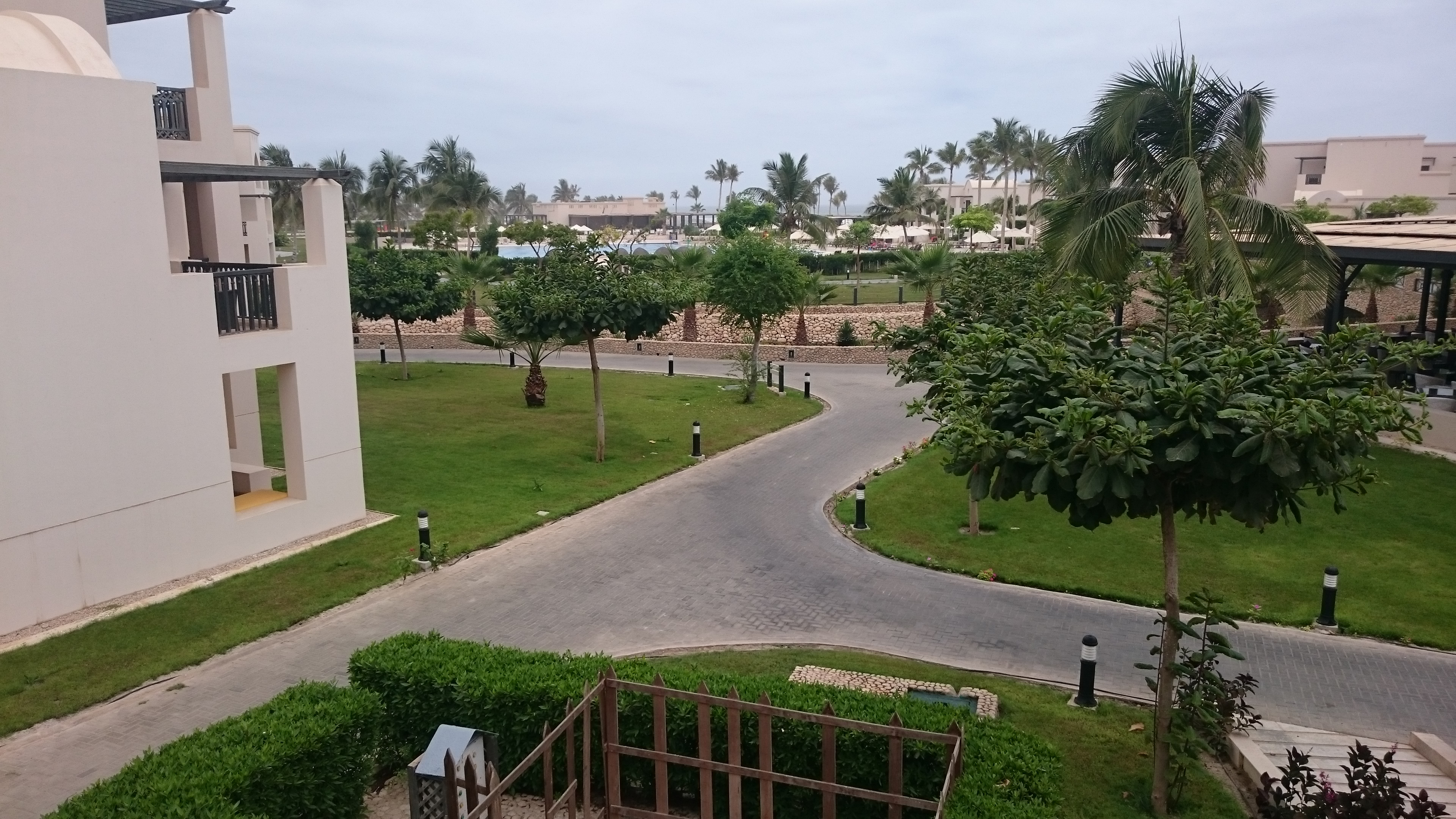